# Skinty Fia
Skinty Fia is het derde studioalbum van de Ierse postpunkband Fontaines D.C.

## Nummers[1]
| 1.                 | In ár gCroíthe go deo     | 5:59 |
| 2.                 | Big Shot                  | 4:13 |
| 3.                 | How Cold Love Is          | 3:24 |
| 4.                 | Jackie Down The Line      | 4:01 |
| 5.                 | Bloomsday                 | 4:30 |
| 6.                 | Roman Holiday             | 4:28 |
| 7.                 | The Couple Across The Way | 3:56 |
| 8.                 | Skinty Fia                | 3:55 |
| 9.                 | I Love You                | 5:05 |
| 10.                | Nabokov                   | 5:21 |
| Totale duur: 44:57 |                           |      |